# معادلة تكوينية
المعادلة التكوينية أو العلاقة التكوينية في الفيزياء والهندسة هي علاقة بين كميتين فيزيائيتين (خاصة الكميات الحركية ذات الصلة بالكميات الحركية المجردة)، وهذه العلاقة مخصصة لمُكوّن أو مادة، وتُقارب استجابة تلك المادة للمؤثرات الخارجية، والتي عادةً ما تكون حقولًا أو قوى مُطبقة. تشارَك المعادلة التكوينية مع معادلات أخرى تنظم القوانين الفيزيائية في حل المشكلات الفيزيائية، مثل تدفق السوائل في الأنابيب في ميكانيكا الموائع، أو استجابة البلورات للحقول الكهربية في فيزياء الجوامد، أو العلاقة بين القوى أو الإجهادات المطبقة على الانفعالات والتشوهات في التحليل الهيكلي.
بعض المعادلات التكوينية هي مجرد معادلات ظاهرية، والبعض الآخر مستمد من المبادئ الأولى. يُعبّر في كثير من الأحيان عن المعادلة التكوينية التقريبية الشائعة كتناسب بسيط باستخدام وسيط يؤخذ كخاصية للمادة، كالموصلية الكهربائية أو ثابت الزنبرك على سبيل المثال. على الرغم من ذلك، غالبًا ما يكون من الضروري أخذ التبعية الاتجاهية للمادة بعين الاعتبار، وأيضًا يُعمم الوسيط غير المتجه إلى موتر. يمكن تعديل العلاقات التكوينية أيضًا لتمثل معدل استجابة المواد وسلوكها اللاخطي.

## الخواص الميكانيكية للمادة
وُضعت المعادلة التكوينية الأولى (القانون التكويني) بواسطة روبرت هوك، والتي تُعرف باسم قانون هوك، وهي تختص بحالات المواد ذات المرونة الخطية. في أعقاب اكتشاف هذه المعادلة، طوّر والتر نول من استخدام المعادلات التكوينية، والتي كان يُطلق على نوعها من المعادلات «علاقة الإجهاد والانفعال» غالبًا، وبشكل أقل شيوعًا «الفرضية التكوينية» أو «معادلة الحالة»، إذ وضح تصنيف تلك المعادلات، ودور متطلبات اللاتغير، والقيود المتعلقة بها، وتعريفات بعض المصطلحات مثل «المادة»، و«موحدة الخواص»، و«متباينة الخواص»، إلخ. كانت فئة «العلاقات التكوينية» على شكل معدل الإجهاد = f (تدرج السرعة، والإجهاد، والكثافة) هي موضوع أطروحة والتر نول في عام 1954 تحت إشراف كليفورد تروسديل.

### تشوه المواد الصلبة

#### الاحتكاك
الاحتكاك ظاهرة معقدة. على النطاق العياني، يمكن صياغة قوة الاحتكاك F بين سطح بيني لمادتين كأنها قوة تتناسب مع قوة رد الفعل R عند نقطة تلامس بين سطحين بينيين من خلال معامل احتكاك غير بُعدي μf، والذي يعتمد على زوج المواد:
{\displaystyle F=\mu _{\text{f}}R.}
يمكن تطبيق هذا على الاحتكاك الساكن (الاحتكاك الذي يمنع جسمين غير متحركين من الانزلاق من تلقاء نفسيهما)، وأيضًا الاحتكاك الحركي (الاحتكاك بين جسمين ينزلقان تجاه بعضهما البعض)، واحتكاك التدحرج (قوى احتكاك تمنع الانزلاق ولكن تتسبب في نشوء عزم دوران على جسم مستدير).

#### الإجهاد والانفعال
تُعرف علاقة الإجهاد والانفعال التكوينية للمواد الخطية باسم قانون هوك. يعرّف القانون في أبسط أشكاله ثابت الزنبرك (أو ثابت المرونة) k في معادلة غير متجهة، مع الإشارة إلى أن قوة الشد/الضغط تتناسب مع x التي تمثل الإزاحة المتمددة (أو المتقلصة):
{\displaystyle F_{i}=-kx_{i}}
وهذا يعني أن المواد تستجيب بشكل خطي. بشكل مكافئ لهذه المعادلة حيث الإجهاد σ، ومعامل يونغ E، والانفعال ε (بلا أبعاد):
{\displaystyle \sigma =E\,\varepsilon }
بشكل عام، من الممكن أن تكون القوة التي تتسبب في تشوه المادة الصلبة هي قوة عادية بالنسبة لسطح المادة (قوى طبيعية)، أو قوة عرضية (قوى قص). بالإمكان وصف ذلك رياضيًا باستخدام موتر الإجهاد:
{\displaystyle \sigma _{ij}=C_{ijkl}\,\varepsilon _{kl}\,\rightleftharpoons \,\varepsilon _{ij}=S_{ijkl}\,\sigma _{kl}}
حيث C هي موتر المرونة، وS هي موتر الامتثال.

#### تشوه الحالة الصلبة
التالي هو عدد من فئات التشوهات في المواد المرنة:
- مرنة: المادة تستعيد شكلها الأولي بعد التشوه.
- غير مرنة: إذا كانت المادة قريبة من المرونة ولكن القوى المُطبَّقة عليها تحفز قوى مقاومة إضافية معتمدة على الزمن (أي تعتمد على معدل تغيير التمدد/الانضغاط، بالإضافة إلى النسبة بين التمدد والانضغاط). تتميز المعادن والسيراميكات بهذه الخاصية، ولكنها عادة ما تكون غير جديرة بالاهتمام، إلا في حالة واحدة تتمثل في تولد الحرارة والتسخين نتيجة للاحتكاك (مثل الاهتزازات أو إجهادات القص في الآلات).
- مرنة لزوجيًا: في حالة كون قوى المقاومة المعتمدة على الزمن كبيرة ولا يمكن إهمالها. يتميز المطاط والبلاستيك بهذه الخاصية، ولا يتبع تشوه هذه المواد قانون هوك، بل يحدث تلاكؤ مروني.
- بلاستيكية: تُنتج القوة المطبقة تشوهات غير قابلة للإصلاح في المادة عندما يصل الإجهاد (أو الانفعال المروني) إلى مقدار حرج يعرف بنهاية حد المرونة.
- مُفرطة المرونة: تستحث القوة المطبقة إزاحات في المادة تابعة لدالة كثافة طاقة الانفعال.